# 张德华 (1931年)
张德华（1931年—2005年），山东青岛人，中华人民共和国雕刻家。

## 生平
1953年，张德华毕业于中央美术学院雕塑系。1963年中央美术学院雕塑研究生班毕业。之后担任中央美术学院雕塑创作室教授、北京女艺术家联谊会副会长。1956年，她的作品《母与子》获全国青年美展一等奖。1982年作品《向往》获法国巴黎春季沙龙金质奖，成为中国雕塑界首次获国际性殊奖。主要作品有《母与子》、《义和团》、《安息》（收录于中国美术馆）、《向往》、《少女》（收录于中国美术馆）等。其雕刻的《毕昇》于1991年10月26日落成至北京中国印刷科学技术研究所。2005年因病去世。